# Aleurocystidiellum
Aleurocystidiellum (Parmasto) Hjortstam (tarczóweczka) – rodzaj grzybów należący do rzędu gołąbkowców (Russulales).

## Charakterystyka
Grzyby kortycjoidalne o owocniku jednorocznym lub wieloletnim, kopulastym z wyraźnym brzegiem, w stanie świeżym o skórzastej konsystencji. Hymenofor gładki, powierzchnia sterylna naga. System strzępkowy monomityczny lub dimityczny, strzępki generatywne ze sprzążkami. Podstawki prawie maczugowate, z czterema sterygmami i sprzążką bazalną. Bazydiospory jajowate do szeroko elipsoidalnych, grubościenne, drobno brodawkowate w odczynniku Melzera amyloidalne.

## Systematyka i nazewnictwo
Pozycja w klasyfikacji według Index Fungorum: Incertae sedis, Russulales, Incertae sedis, Agaricomycetes, Agaricomycotina, Basidiomycota, Fungi.
Takson ten utworzył w 1964 r. Paul Arenz Lemke. W 1999 r. Władysław Wojewoda zarekomendował polską nazwę tarczóweczka, nazwy wcześniejsze to: skórnik (Franciszek Błoński 1889), tarczówka (Barbara Gumińska, Władysław Wojewoda, 1983).
Gatunki:
- Aleurocystidiellum bernicchiae (Gorjón, Gresl. & Rajchenb.) Rajchenb. & Pildain 2021
- Aleurocystidiellum hallenbergii (Gorjón, Gresl. & Rajchenb.) Rajchenb. & Pildain 2021
- Aleurocystidiellum subcruentatum (Berk. & M.A. Curtis) P.A. Lemke 1964 – tarczóweczka wielkozarodnikowa
- Aleurocystidiellum tsugae (Yasuda) S.H. He & Y.C. Dai 2017

Wykaz gatunków według Index Fungorum, nazwa polska według W. Wojewody.